# 스벤 티펠트
스벤 티펠트(독일어: Sven Tippelt, 1965년 6월 3일 ~ )는 은퇴한 독일의 체조 선수이다. 라이프치히에서 태어난 티펠트는 1988년과 1992년 하계 올림픽에 참가하여 단체전에서 각각 2위와 4위를 하였다. 개인적으로는 서울 올림픽에서 평행봉과 링에서 동메달을 땄다. 3개의 세계 선수권(1985, 1987, 1989)에서 1개의 은메달과 3개의 동메달을 획득하였다. 체조에서 은퇴한 후, 그는 라이프치히에서 생물역학 졸업 논문과 함께 자신의 체육 공부를 완료하였다. 코치 경력 대신에 물리치료사가 되어 바트잘추플렌에 있는 복구 진료소에서 일하고 있다.